# Petrovac, Serbia
Petrovac sau Petrovac na Mlavi (în română Piatra Mlavei) este un oraș și o comună din Serbia de Est și de Sud. Este centrul regiuni Mlava. Râul Mlava trece prin comună și oraș.
În satul Ždrelo din comuna Petrovac locuiește o comunitate mare de vlahi / români.

## Vezi și
- Lista localităților din Serbia
- Lista orașelor din Serbia